# Hemipenthes comanche
Hemipenthes comanche är en tvåvingeart som först beskrevs av Joseph Hannum Painter 1962.  Hemipenthes comanche ingår i släktet Hemipenthes och familjen svävflugor. Inga underarter finns listade i Catalogue of Life.